# Mise en musique des poèmes de Paul Verlaine
On retrouve la mise en musique des poèmes de Paul Verlaine dès la fin du XIXe siècle dans de nombreux genres musicaux, parmi lesquelles la musique classique, la chanson française, le jazz, ou encore le Rock...
On dénombre en effet plus de 700 artistes et 1500 morceaux inspirés par l'œuvre du poète, depuis 1871 jusqu'à nos jours.

## Musique savante
- Charles Bordes : 16 poèmes.
- Claude Debussy : Fantoches, En sourdine, Mandoline, Clair de lune en 1882 ; Pantomime en 1883 ; Ariettes oubliées entre 1885 et 1887 révisé en 1903 ; Trois mélodies en 1891 et Fêtes galantes (3 mélodies) en 1892, Fêtes galantes II (en 1904).
- Alphons Diepenbrock : Chanson d'automne, pour choeur mixte, 1897.
- Gabriel Fauré : La Bonne Chanson opus 61 (9 mélodies) en 1894, Prison (« Le ciel est, par-dessus les toits... ») opus 83 no 1 en 1894, Clair de lune opus 46 no 2 en 1887, Spleen (« Il pleure dans mon coeur... ») opus 51 no 3 en 1888, Cinq Mélodies "de Venise" opus 58 en 1891.
- Reynaldo Hahn : D'une prison (« Le ciel est, par-dessus les toits... », L'Heure exquise (« La lune blanche... »), Chanson grises (7 mélodies)
- Arthur Honegger : Un grand sommeil noir.
- Julien Joubert : Paul Verlaine, Ariettes oubliées, 1997 ; Aquarelles, 2011
- Sylvio Lazzari : 2 poèmes en 1901, symphonie Effet de nuit d'après Paul Verlaine, 1904.
- Darius Milhaud : Traversée texte de Paul Verlaine, Chœur mixte, 1961.
- Maurice Ravel : Un grand sommeil noir, 1895, et Sur l'herbe, 1907.
- Nadia Boulanger : Un grand sommeil noir, 1906.
- Igor Stravinsky : Deux poèmes de Paul Verlaine (« La lune blanche » et « Un grand sommeil noir ») opus 9 (1910)
- Charles Tournemire, Sagesse (« Mon Dieu m'a dit… »)
- Edgard Varèse : Un grand sommeil noir.
- Krzysztof Meyer : Chansons d'un rêveur solitaire, pour soprano et orchestre, 2012
- Julien Joubert : Ariettes oubliées, 2021

## Chanson française
- Julos Beaucarne : Je fais souvent ce rêve étrange et pénétrant (Mon rêve familier), Voici des fruits, des fleurs (Green), N'est-ce pas (album 20 ans depuis 40 ans, 1997).
- Georges Brassens : Colombine (album Je me suis fait tout petit, 1956)
- Benoît Dayrat : Green (album Cantiques païens).
- Léo Ferré (24 poèmes) :
  - « Écoutez la chanson bien douce », « Il patinait merveilleusement », Mon rêve familier, Soleils couchants, « L'espoir luit comme un brin de paille dans l'étable », Art poétique, Pensionnaires, Âme, te souvient-il ?, Chanson d'automne, Green, Je vous vois encor (Birds in the night), « Ô triste, triste était mon âme », Clair de lune, Sérénade (album Verlaine et Rimbaud, 1964)
  - Colloque sentimental et « Si tu ne mourus pas entre mes bras » (album On n'est pas sérieux quand on a dix-sept ans, 1986)
  - « Il pleure dans mon cœur », Sur le balcon, Mon fils est mort, Marco, « Dans l'interminable », Cauchemar, Nocturne parisien, Croquis parisien (album Maudits soient-ils !, 2004).
- Danièle Gilbert : Colloque sentimental, Il pleure dans mon cœur (album Danse avec les mots).
- Jacques Higelin : Les Sanglots longs
- Georges Nawrocki : Marine, Soleils couchants, Chanson d'automne, Clair de lune, Mystiques barcarolles (À Clymène), Colombine, En sourdine, C'est l'extase langoureuse, Il pleure dans mon cœur, Dans l'interminable ennui de la plaine, L'ombre des arbres, Walcourt, Charleroi, L'allée est sans fin, Chevaux de bois, J'ai peur d'un baiser (A poor young shepherd), Mon Dieu m'a dit, Gaspard Hauser chante, Un grand sommeil noir, Le ciel est par-dessus le toit, À propos de deux ormeaux qu'il avait, Gais et contents, Le petit coin, le petit nid, Ta voix grave et basse, À Mademoiselle, Autre, Réversibilités, Je suis plus pauvre que jamais [Répertoire SACEM et The LiederNet Archive].
- Vadim Piankov : Chanson d'automne et La Bonne Chanson
- François Porché : Verlaine tel qu'il fut, (1933)
- Laurent Pierquin : Paul Verlaine, Œuvres Libres, 10 poèmes extraits des recueils d'œuvres libres mis en chanson, Skill And Style, 2009.
- Jean-Pierre Stora : Marine, Chanson d'automne, Chevaux de bois, Birds in the night, Le ciel est par-dessus le toi, Monte sur moi comme une femme [Répertoire SACEM].
- Charles Trenet : Verlaine (Chanson d'automne)
- Jean-Marc Versini : 19 poèmes dans l'album Paul Verlaine chanté par Jean-Marc Versini (2008)
- Philippe Jaroussky et Nathalie Stutzmann : Green, mélodies et chansons de variété françaises sur des poèmes de Verlaine, 2015.

## Jazz
- Patricia Barber : Dansons la gigue (Streets I), 2002.

## Rock/Pop
- John Greaves : Verlaine  (EAN 3760009291638) - Zig Zag Territoires, 2008.
- Peste Noire : Soleils couchants - de Verlaine (album Ballade cuntre lo Anemi francor, 2009).

## Textes sur Verlaine
- Adamo : Pauvre Verlaine (45 T).
- Georges Brassens : L'Enterrement de Verlaine (Album Les Copains d'abord).
- Serge Gainsbourg : Je suis venu te dire que je m'en vais (1974)
- Allain Leprest : Pauvre Lelian (Album Quand Auront Fondu Les Banquises), 2008.
- Ruth L. White : Verlaine et les musiciens, Minard, 1992

## Divers
- Ghédalia Tazartès : Femme et chatte - mini-CD 5 Rimbaud 1 Verlaine, Jardin au Fou, 2006.
- Patrice Pertuit : Pièce no 43 : La lune blanche, pièce no 51 : Soleils couchants.